# René Cousinier
 (décembre 2014).
Si vous disposez d'ouvrages ou d'articles de référence ou si vous connaissez des sites web de qualité traitant du thème abordé ici, merci de compléter l'article en donnant les références utiles à sa vérifiabilité et en les liant à la section « Notes et références ».
René Cousinier (né le 5 janvier 1924 à Marseille et mort le 19 avril 2007 à Saint-Germain-en-Laye) ou dit René la branlette, est un auteur-compositeur et humoriste français, premier one-man-show à Paris. Son cabaret était situé au 4 impasse Marie-Blanche dans le 18e, Les Z'Enfants de la Bohème, lieu incontournable du Paris by Night de 1959 à 2000.

## Biographie
Dans son cabaret situé à Montmartre au 4 impasse Marie-Blanche, son spectacle est sans doute le premier one-man-show à Paris... Un répertoire magistral passant du coq à l'âne, par tous les genres, entre grivoiserie, coups de gueule, digressions philosophico psychologiques, et tragédie… "le ghetto de Varsovie", l'inoubliable Cantique des Cantiques…   
René Cousinier «Pied-noir» originaire d'Alger par sa mère Yda Grech (famille venue de Corfou puis de Malt) et d'Alexi Cousinier, originaire de Bouzigues (entreprise BUGATI de Marseille), vit à Aix-en-Provence puis à Paris où il fait ses études de médecine  -     
En 1948, il se marie à Louise Alexandrine Larsonneur (de la lignée des " Robinsons des Glénan" relaté par l'historien Serge Duigoud" Archipel des Glénan).
René Cousinier, pendant ses études de médecine, joue du piano pour quelques cachets à la Locomotive, et fait de la figuration dans de nombreux films (Si Versailles m’était conté de Sacha Guitry, Modigliani Les amants de Montparnasse.
1950 - ses débuts :  Yda, sa mère achète l’hôtel du 4 impasse Marie-Blanche. Auparavant, la cave servait de "salle de garde, "Le Jardin Bar" de Lola qui "récitait" à chaque table. René Cousinier quitte le laboratoire et décide de devenir "artiste". Il crée son cabaret « Aux Z’enfants de la bohème ». Ses premiers clients sont pour beaucoup des étudiants dont les copains "carabins".
René de 1957 à 1959 fait partie de la célèbre "écurie" Canetti : Boris Vian est son premier imprésario. Il rejoint Jacques Brel, Guy Béart, Raymond Devos, Serge Gainsbourg, Simone Langlois, etc. (réf. : 3 Baudets 1959 OPUS 109).
Dès 1957, de nombreux galas : Les Trois Baudets, Bobino, en vedette américaine à L’Olympia.[réf. nécessaire] https://www.akg-images.fr/archive/-2UMDHU3ED9EJ.html….
- LE CABARET De 1959 à 2000, René Cousinier décide de quitter Canetti pour se consacrer définitivement à son cabaret « Aux Z’enfants de la bohème » qui devient de plus en plus célèbre.
- ONE MAN SHOW - Une performance!  René Cousinier, polyglotte a une mémoire incroyable ! Il est capable de changer de répertoire tous les soirs en fonction des actualités de la journée. … Pas une soirée sans nous surprendre !

- " Premier one-man-show » à Paris ! - Une performance de 22h à 2h du matin ! Son spectacle mêle histoires drôles, coups de gueule et digressions philosophico psychologiques sur tous les sujets en passant du coq à l'âne. Maîtrisant les principales religions, avec le recul suffisant pour se moquer des juifs comme des Chrétiens ou des musulmans, exemple parfait du fait que l'on peut rire de tout (mais pas avec n'importe qui). René observe les mœurs de ses contemporains et de solides connaissances médicales lui permettent non seulement de capter un public intéressant, mais aussi exigeant. Avec le bon mot au bon moment pour pouvoir parler des sujets les plus graves..."
- Les premières années, certains artistes de chez Canetti partagent le spectacle avec lui. À l'entracte interviennent, Jean Constantin magnifique pianiste, François Deguelt... Ses amis de la profession, Bécaud avec lequel il sera très proche, Brel, Michel Simon, Brassens, passent souvent le voir à son spectacle, sans parler des humoristes connus ou pas qui prenaient "des notes" sur leurs manchettes ! Salvador Dali tous les ans, au mois de février, réservait des soirées.
- - UN TÉMOIGNAGE : " (Article de: Anti-thée spirituel) "Blague à part, l'un des derniers survivants du ghetto de Varsovie est mort il y a peu, et je profite de ta question marrante pour rendre hommage à cet homme exceptionnel, juste parmi les justes : Marek Edelman, en lui dédiant un poème magnifique de René Cousinier : "Dans le ghetto de Varsovie" :
- Source(s): http://www.monde-diplomatique.fr/carnet/2009-10-06 [archive]... http://www.revoltes.net/spip.php?article973 [archive] 31
- « René Cousinier, auprès de sa compagne Maud Delamarre, tant au spectacle que dans sa vie personnelle, nous quitte le 19 avril 2007, à l'âge de 83 ans, juste avant l'avènement du roitelet de l'actuelle "new démocratic french -land.

Sa fille, Laura-Diana Le Corre, aujourd'hui commissaire d'exposition, est dépositaire de son œuvre.

## Discographie
45 tours
- .... de la médecine (Fontana 460.661 ME)
- La messe de 11 heure (Fontana 460.208 ME)
- Histoires bônoises (Fontana 460.925 ME)
- Histoires de partout et d'ailleurs (Fontana 460.632 ME)

33 tours
- Soyons sérieux(I) (Fontana 660.216 MR)
- Soyons sérieux(II) (Fontana GU 885.555)
- Histoires énormes (Fontana 885.559)
- Histoires de rire (Fontana 680.246 ML)
- Con ou pas con (Fontana 6620 105) 1967
- Racistement vôtre (K7 7103 049) (Fontana 6325.328) 1974
- De plus en plus con (Fontana 6399.006) 1975
- La contraception (Fontana 9286 363) 1976
- Nouvelles histoires juives (Fontana 9101.188) 1978
- Me revoilà ! (Fontana 6313.113) 1980